# 1 Dywizja Czarnych Koszul

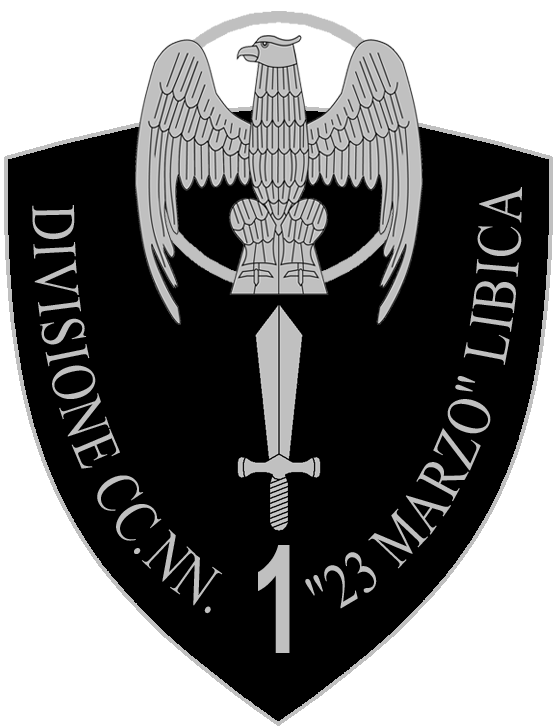
Herb 1 Dywizji Czarnych Koszul

1 Dywizja Czarnych Koszul „23 Marzo” – jeden ze włoskich związków taktycznych okresu II wojny światowej, operujący na terenie Afryki. Dowódcą dywizji był gen. Francesco Antonelli.

## Skład w 1940
- 219 pułk Czarnych Koszul,
- 233 pułk Czarnych Koszul,
- 201 pułk artylerii,
- 1 batalion ckm,
- 1 batalion saperów,
- inne służby.